# 1852年大西洋飓风季
1852年大西洋飓风季是有纪录以来第一个所有热带气旋都达到飓风强度的大西洋飓风季，截至2016年，这种情况一共只发生过三次。全季经确认共形成五个热带气旋，第一个在八月中旬形成，最后一个于十月中旬消散，都在大西洋盆地每年绝大多数热带天气活动的时间范围内，不过本季没有任何两场风暴在同一时间共存，飓风学者迈克尔·切诺维斯认为其中两个气旋实际上是同一个。
本季可能还有其他未经确认的热带气旋形成，气象学家克里斯托弗·朗诗估计正式数据库中记载的每年风暴数量有可能比实际情况少六场，这主要是因为过去缺乏包括气象卫星在内的现代观测手段，部分热带气旋规模不大，同时船只观测记录不足，沿海地区居住的人口较少，部分风暴也没有直接对陆地构成显著影响。

## 季度总结
本季确认存在的所有热带气旋都达到飓风标准，即持续风速达到每小时119公里。截至2016年，这样的情况一共只出现过三次，另外两次分别是1858和1884年大西洋飓风季。全季五场飓风都对陆地产生影响，其中第一场强度最高，从密西西比州和阿拉巴马州边界附近登陆后造成重大财产损失和人员伤亡。第二场风暴袭击波多黎各，导致上百人丧生，其中大部分死于洪灾。9月中旬，第三场飓风经过佛罗里达州，产生强烈阵风和小雨。一周后，第四个气旋从小安的列斯群岛和大安的列斯群岛上空或北侧近海经过。最后一场风暴曾吹袭佛罗里达州西北狭长地带，但破坏程度不及预期。
第四号飓风是本季最致命且最强烈的风暴，同时也是1870年前持续时间最长的飓风之一，气旋从小安的列斯群岛以东经过，穿越大安的列斯群岛和美国东南部后最终在纽芬兰岛附近失去踪影。

## 风暴

### 莫比尔飓风
本季第一个热带气旋又名“1852年大飓风”（Great Mobile Hurricane of 1852），最早于8月19日在波多黎各以北约230公里海域出现。气旋朝西北偏西方向移动，途经巴哈马并于8月20日达到飓风强度。风暴沿古巴北部海岸线平行移动，于8月22日从干龟群岛和基韦斯特之间经过，估计在两天后达到持续风速每小时185公里的最高强度。8月25日，风暴的移动速度放缓，然后转向北上，于8月26日以最高强度从密西西比州帕斯卡古拉附近登陆，然后在加速向东北偏东前进期间迅速减弱成热带风暴。8月28日，气旋从南卡罗莱纳州进入大西洋，然后转向东北，最终于8月30日在鳕鱼角东南方向约200公里洋面失去踪影。
佛罗里达礁岛群有多艘船只被大浪冲到岸上，其中部分受损。受大浪影响，钱德尔勒尔群岛（Chandeleur Islands）内形成四条新水道，岛上灯塔也被摧毁，三名工作人员在三天后获救。卡特岛（Cat Island）沿岸有两艘帆船搁浅。飓风在阿拉巴马州莫比尔产生的风暴潮估计有3.7米高，该市大部分地区受到狂风摧残，大量房屋被毁。距海岸线远至50公里的内陆地区都有树木倒塌，沿海地区洪水泛滥。估计海岸沿线地区的损失总额约为100万美元（1852年美元），另有多人遇难。风暴还在穿越美国东南部期间产生小雨和中等强度风力，南卡罗莱纳州查尔斯顿有多座桥梁和部分稻田被毁。

### 第二号飓风
9月5日清晨，丹属维尔京群岛克里斯琴斯特德东南方向约110公里海域出现飓风。有气象学家推测，这场飓风9月3日时曾在安地卡岛附近。风暴稳步向西北偏西移动，以风力时速130公里强度快速从庞塞附近上岸。经过波多黎各西南部后，气旋以热带风暴强度进入莫纳海峡。9月5日晚，飓风登陆多米尼加共和国东部，然后在伊斯帕尼奥拉岛上空快速减弱，最终于9月6日在该岛西北部上空逐渐消散。飓风学者迈克尔·切诺维斯（Michael Chenoweth）于2006年指出，第二号飓风和第三号飓风很可能是同一场风暴，如果事实的确如此，那么第二号飓风接下来就继续向西北移动，最终抵达墨西哥湾。不过，正式飓风数据库中并不把两者视为同一个气旋，所以本条目也分开介绍。
第二号飓风对波多黎各圣洛伦索构成显著影响，所以又称“圣洛伦索飓风”（San Lorenzo hurricane）。风暴引发重大洪灾，大量农作物被毁，另有多条道路受损，瓜亚尼亚和马亚圭斯之间地区的灾情最为严重。波多黎各有上百人遇难，其中大部分死于洪灾。

### 第三号飓风
9月9日，墨西哥湾中部出现飓风，有可能就是之前的第二号飓风。气旋总体朝东面的佛罗里达州海岸前进，气象机构根据两份船只报告估计风暴达到飓风强度。协调世界时9月12日凌晨0点左右，气旋以飓风强度下限从克利尔沃特附近登岸，估计中心最低气压为985毫巴（百帕）。风暴加速向东北偏东方向移动，逐渐穿越该州，以弱热带风暴强度进入大西洋，之后又重新增强，于9月13日再度达到飓风标准，最终于当晚在哈特拉斯角（Cape Hatteras）东南偏东方向约400公里洋面失去踪影。
风暴经过期间，佛罗里达州米德堡的一处岗哨测得至少14毫米雨量。气旋力道强劲，阵风时速估计达到飓风标准。大浪和强烈的东风导致圣奥古斯丁附近一艘船只搁浅。

### 第四号飓风
9月22日，瓜德罗普以东约330公里洋面有热带风暴存在。气旋稳步向西北偏西移动，于9月23日穿越小安的列斯群岛北部，在此期间强化成飓风。风暴从波多黎各和多米尼加共和国北侧近海掠过，同时达到风力时速150公里的最高强度。9月26日晚，气旋转向西北，经过特克斯和凯科斯群岛和巴哈马东部。风暴蜿蜒向东北偏北进入开放海域上空，最终于9月30日在哈特拉斯角以东约630公里海域失去踪影。不过，有飓风研究专家认为这场风暴一直持续到10月3日，最终转向东面移动后在亚速尔群岛附近逐渐消散。

### 第五号飓风
10月6日，牙买加以东海域观测到持续风速每小时165公里的中等强度飓风。气旋从该岛以南近海掠过并向西北方向移动，掠过尤卡坦半岛后转向东北偏北进入墨西哥湾。10月9口晚，风暴以最高强度从佛罗里达州阿巴拉契科拉东侧不远处登陆，估计登陆时的气息低至969毫巴（百帕）。飓风登陆后迅速减弱成热带风暴并继续向东北前进，于10月11日从北卡罗莱纳州进入大西洋。当晚，气旋在鳕鱼角东南方向约400公里海域失去踪影。
牙买加受到风暴重创。登陆佛罗里达州期间，飓风产生两米高的风暴潮，乔治亚州西南部的风速都达到飓风强度，沿海地区风力达到热带风暴标准。中等强度风力导致佛罗里达州部分树木和房屋的屋顶受损，但总体破坏程度不及预期。